# Ostracism
Ostracism (tiếng Hy Lạp: ὀστρακισμός, ostrakismos, tạm dịch: tẩy chay) là một thủ tục dưới chế độ dân chủ Athen, trong đó bất kỳ công dân nào cũng có thể bị trục xuất khỏi thành bang Athens trong mười năm. Trong khi một số trường hợp thể hiện rõ sự tức giận phổ biến đối với công dân, thì ostracism thường được sử dụng mang tính phòng ngừa. Nó được sử dụng như một cách để vô hiệu hóa một ai đó được cho là mối đe dọa đối với nhà nước hoặc bạo chúa tiềm năng. Từ "ostracism" tiếp tục được sử dụng cho nhiều trường hợp cá nhân bị xã hội đẩy ra ngoài.

## Thủ tục
Tên này có nguồn gốc từ ostraka (số ít Ostrakon, ὄστρκν), đề cập đến các mảnh gốm được sử dụng làm mã thông báo bỏ phiếu. Đồ gốm vỡ, phong phú và hầu như miễn phí, được dùng như một loại giấy vụn (trái ngược với giấy cói, được nhập khẩu từ Ai Cập dưới dạng bề mặt viết chất lượng cao, và do đó quá tốn kém để dùng một lần).
Mỗi năm, người Athen được hỏi trong hội nghị liệu họ có muốn tổ chức một cuộc tẩy chay. Câu hỏi được đặt vào thứ sáu trong mười tháng được sử dụng cho doanh nghiệp nhà nước dưới chế độ dân chủ (tháng 1 hoặc tháng 2 trong Lịch Gregorian hiện đại). Nếu họ bỏ phiếu "có", thì một cuộc tẩy chay sẽ được tổ chức hai tháng sau đó. Trong phần của agora được đặt ra và được bảo vệ một cách thích hợp, các công dân đọc tên của những người mà họ muốn được tẩy chay cho một người ghi chép, vì nhiều người trong số họ không biết chữ, và sau đó họ đã cào tên trên mảnh gốm và gửi chúng trong bình. Các quan chức chủ trì đếm số costraka và sắp xếp các tên thành các đống riêng biệt. Người có đống chứa nhiều ostraka nhất sẽ bị trục xuất, với điều kiện là một tiêu chí bổ sung của cộng đồng được đáp ứng, trong đó có hai nguồn chính:
- Theo Plutarch,[2] sự tẩy chay được coi là hợp lệ nếu tổng số phiếu bầu ít nhất là 6000.
- Theo một đoạn của Philochorus,[3] "người chiến thắng" của sự tẩy chay phải có được ít nhất 6000 phiếu bầu.

Bằng chứng của Plutarch với số lượng 6000 cho một cộng đồng, trên cơ sở <i id="mwMA">tiên nghiệm,</i> một sự cần thiết cho sự tẩy chay cũng theo ghi chép của Philochorus, phù hợp với số lượng cần thiết để cấp quyền công dân trong thế kỷ sau đó và thường được chọn là đúng.
Người được nêu tên bị tẩy chay có mười ngày để rời khỏi thành phố. Nếu anh ta cố gắng trở lại, hình phạt là tử hình. Đáng chú ý, tài sản của người bị trục xuất không bị tịch thu và không có tình trạng mất địa vị. Sau mười năm, anh được phép trở lại mà không bị kỳ thị. Hội nghị có thể nhớ lại một người bị tẩy chay trước thời hạn; trước khi cuộc xâm lược Ba Tư của 479 trước Công nguyên, một lệnh ân xá được tuyên bố, theo đó ít nhất hai lãnh đạo bị tẩy chay- Pericles 'cha Xanthippus và Aristides 'công bằng'- được biết là đã quay lại. Tương tự, Cimon, bị tẩy chay vào năm 461 trước Công nguyên, đã được phép quay lại trong trường hợp khẩn cấp.